# Mech-X4
Mech-X4 es una serie de televisión estadounidense de ciencia ficción creada por Steve Marmel. La serie es protagonizada por Nathaniel James Potvin, Kamran Lucas, Pearce Joza y Raymond Cham. El 2 de septiembre de 2016, la serie fue renovada para una segunda temporada. La serie fue estrenada el 11 de noviembre de 2016 en Disney XD y el 5 de diciembre de 2016 en Disney Channel.

## Sinopsis
Ryan Walker es un estudiante de primer año en Bay City High que tiene la capacidad de controlar la tecnología con su mente (tecnopata). Su talento despierta misteriosamente el MECH-X4, un gigantesco robot de 100 metros  construido por un elusivo genio escondido para defender su ciudad contra la fatalidad inminente. Ryan recluta a su hermano mayor y dos mejores amigos para ayudarle a operar MECH-X4. Cuando los monstruos gigantes de repente comienzan a descender sobre Bay City, los cuatro deben aprender rápidamente a trabajar como un equipo con el fin de pilotar el robot que es su única esperanza de salvar a su ciudad, y en última instancia, el mundo, de la destrucción masiva.

## Personajes

### Principales
| Actor Original         | Actor de Doblaje        | Personaje               | Temporada   | Temporada |
| Actor Original         | Actor de Doblaje        | Personaje               | 1°          |           |
| ---------------------- | ----------------------- | ----------------------- | ----------- | --------- |
| Nathaniel James Potvin | Iván Bastidas           | Ryan Walker             | Principal   |           |
| Raymond Cham           | Hernán Bravo Baldassini | Mark Walker             | Principal   |           |
| Kamran Lucas           | Humberto Vélez Tercero  | Harris Harris Jr        | Principal   |           |
| Pearce Joza            | José Luis Piedra        | Connor "Spyder" Johnson | Principal   |           |
| Ali Liebert            | Vianney Monroy          | Kim Grey                | Antagonista |           |
| Peter Benson           | ???                     | Seth Harper             | Antagonista |           |
| Ryan Beil              | Marc Winslow            | Leo Mendel              | Recurrente  |           |
| Cristal Balint         | ???                     | Grace Walker            | Secundario  |           |
| Alyssa Lynch           | Nycolle González        | Cassie Park             | Secundario  |           |

## Estrenos Internacionales
| País | Canal                    | Estreno                                                           | Título  | Ref. |
| --- | ------------------------ | ----------------------------------------------------------------- | ------- | ---- |
| Estados Unidos | Disney Channel Disney XD | 11 de noviembre de 2016 5 de diciembre de 2016                    | Mech-X4 |      |
| Canadá | Disney Channel Disney XD | 11 de noviembre de 2016 5 de diciembre de 2016                    | Mech-X4 |      |
| Argentina · Bolivia · Chile · Colombia · Cuba · Costa Rica · Ecuador · El Salvador · Guatemala · Honduras · Nicaragua · México · Panamá · Paraguay · Perú · República Dominicana · Uruguay · Venezuela | Disney XD                | 4 de febrero de 2017 (preestreno) 18 de febrero de 2017 (estreno) | Mech-X4 |      |
| Argentina · Bolivia · Chile · Colombia · Cuba · Costa Rica · Ecuador · El Salvador · Guatemala · Honduras · Nicaragua · México · Panamá · Paraguay · Perú · República Dominicana · Uruguay · Venezuela | Disney Channel           | 17 de abril de 2017 (Preestreno)                                  | Mech-X4 |      |
| Brasil | Disney XD                | 4 de febrero de 2017 (preestreno) 18 de febrero de 2017 (estreno) | Mech-X4 |      |
| Italia | Disney XD                | 10 de abril de 2017                                               | Mech-X4 |      |
| Polonia | Disney XD                | 29 de abril de 2017                                               | Mech-X4 |      |
| España | Disney XD                | 2 de junio de 2017                                                | Mech-X4 |      |
| Perú | ATV                      | 20 de febrero de 2021                                             | Mech-X4 |      |

## Reparto
| Personaje         | Actor original   | Temporada |
| ----------------- | ---------------- | --------- |
| Ryan Walker       | Nathaniel Potvin | 1ª-2ª     |
| Mark Walker       | Raymond Cham     | 1ª-2ª     |
| Harris Harris Jr. | Kamran Lucas     | 1ª-2ª     |
| Spyder Johnson    | Pearce Joza      | 1ª-2ª     |
| Directora Grey    | Ali Liebert      | 1ª-2ª     |
| Leo               | Ryan Beil        | 1ª-2ª     |
| Cassie Vine       | Alyssa Lynch     | 1ª-2ª     |